# Tîciok, Kameanka-Buzka
Tîciok (în ucraineană Тичок) este un sat în comuna Sileț din raionul Kameanka-Buzka, regiunea Liov, Ucraina.

## Demografie
Componența lingvistică a localității Tîciok
     Ucraineană (100%)
Conform recensământului din 2001, toată populația localității Tîciok era vorbitoare de ucraineană (100%).